# Craspedolepta malachitica
Craspedolepta malachitica är en insektsart som först beskrevs av Anders Gustav Dahlbom 1851.  Craspedolepta malachitica ingår i släktet Craspedolepta och familjen rundbladloppor. Enligt den finländska rödlistan är arten nationellt utdöd i Finland. Arten är reproducerande i Sverige. Artens livsmiljö är parker, gårdsplaner och trädgårdar. Inga underarter finns listade i Catalogue of Life.